# Modane
Modane és un municipi francès, situat al departament de la Savoia i a la regió d'Alvèrnia-Roine-Alps. L'any 2007 tenia 3.754 habitants.

## Demografia

### Població
El 2007 la població de fet de Modâna era de 3.754 persones. Hi havia 1.661 famílies de les quals 612 eren unipersonals (310 homes vivint sols i 302 dones vivint soles), 482 parelles sense fills, 470 parelles amb fills i 97 famílies monoparentals amb fills.
La població ha evolucionat segons el següent gràfic:
Habitants censats

### Habitatges
El 2007 hi havia 3.472 habitatges, 1.694 eren l'habitatge principal de la família, 1.468 eren segones residències i 310 estaven desocupats. 557 eren cases i 2.829 eren apartaments. Dels 1.694 habitatges principals, 793 estaven ocupats pels seus propietaris, 818 estaven llogats i ocupats pels llogaters i 83 estaven cedits a títol gratuït; 22 tenien una cambra, 189 en tenien dues, 439 en tenien tres, 562 en tenien quatre i 481 en tenien cinc o més. 905 habitatges disposaven pel capbaix d'una plaça de pàrquing. A 821 habitatges hi havia un automòbil i a 541 n'hi havia dos o més.

### Piràmide de població
La piràmide de població per edats i sexe el 2009 era:
| Homes | Edats   | Dones |
| ----- | ------- | ----- |
| 0     | 95 o +  | 8     |
| 12    | 90 a 94 | 16    |
| 8     | 85 a 89 | 44    |
| 20    | 80 a 84 | 40    |
| 48    | 75 a 79 | 72    |
| 60    | 70 a 74 | 76    |
| 96    | 65 a 69 | 104   |
| 112   | 60 a 64 | 96    |
| 100   | 55 a 59 | 84    |
| 112   | 50 a 54 | 100   |
| 128   | 45 a 49 | 116   |
| 160   | 40 a 44 | 140   |
| 128   | 35 a 39 | 120   |
| 148   | 30 a 34 | 148   |
| 156   | 25 a 29 | 144   |
| 68    | 20 a 24 | 88    |
| 108   | 15 a 19 | 128   |
| 120   | 10 a 14 | 104   |
| 124   | 5 a 9   | 96    |
| 84    | 0 a 4   | 104   |

## Economia
El 2007 la població en edat de treballar era de 2.375 persones, 1.708 eren actives i 667 eren inactives. De les 1.708 persones actives 1.595 estaven ocupades (898 homes i 697 dones) i 112 estaven aturades (54 homes i 58 dones). De les 667 persones inactives 235 estaven jubilades, 156 estaven estudiant i 276 estaven classificades com a «altres inactius».

### Ingressos
El 2009 a Modâna hi havia 1.547 unitats fiscals que integraven 3.560 persones, la mediana anual d'ingressos fiscals per persona era de 16.895 €.

### Activitats econòmiques
Dels 344 establiments que hi havia el 2007, 13 eren d'empreses extractives, 6 d'empreses alimentàries, 3 d'empreses de fabricació de material elèctric, 5 d'empreses de fabricació d'altres productes industrials, 37 d'empreses de construcció, 58 d'empreses de comerç i reparació d'automòbils, 17 d'empreses de transport, 57 d'empreses d'hostatgeria i restauració, 2 d'empreses d'informació i comunicació, 7 d'empreses financeres, 27 d'empreses immobiliàries, 27 d'empreses de serveis, 66 d'entitats de l'administració pública i 19 d'empreses classificades com a «altres activitats de serveis».
Dels 90 establiments de servei als particulars que hi havia el 2009, 1 era una oficina d'administració d'Hisenda pública, 1 gendarmeria, 2 oficines de correu, 6 oficines bancàries, 4 tallers de reparació d'automòbils i de material agrícola, 1 taller d'inspecció tècnica de vehicles, 1 autoescola, 16 paletes, 4 guixaires pintors, 4 fusteries, 4 lampisteries, 2 electricistes, 1 empresa de construcció, 8 perruqueries, 2 agències de treball temporal, 24 restaurants, 6 agències immobiliàries, 1 tintoreria i 2 salons de bellesa.
Dels 39 establiments comercials que hi havia el 2009, 1 era un supermercat, 1 una botiga de més de 120 m², 7 fleques, 3 carnisseries, 5 llibreries, 4 botigues de roba, 1 una botiga d'equipament de la llar, 2 sabateries, 2 botigues de mobles, 8 botigues de material esportiu, 3 drogueries, 1 una joieria i 1 una floristeria.

## Equipaments sanitaris i escolars
El 2009 hi havia 1 hospital de tractaments de mitja durada (seguiment i rehabilitació), 1 centre d'urgències, 2 farmàcies i 1 ambulància.
El 2009 hi havia 1 escola maternal i 1 escola elemental. Modâna disposava d'un col·legi d'educació secundària amb 440 alumnes.

## Poblacions més properes
El següent diagrama mostra les poblacions més properes.